# Deutscher Comedypreis 2011
Die 15. Verleihung des Deutschen Comedypreises fand am 18. Oktober 2011 im Rahmen des 21. Internationalen Köln Comedy Festivals in Köln statt. Moderiert wurde die Deutsche Comedypreis-Verleihung 2011 zum vierten Mal von Dieter Nuhr.
Die Aufzeichnung der Preisverleihung wurde am Freitag, den 21. Oktober 2011 um 21:15 Uhr auf dem Fernsehsender RTL ausgestrahlt. Im Durchschnitt sahen 4,38 Millionen Zuschauer die Aufzeichnung auf RTL.

## Jury
Der Jury für den Deutschen Comedypreis 2011 gehören die Autoren Sylke Lorenz und David Anschütz, die Journalisten Torsten Zarges und Sonja Behrens, der Geschäftsführer und Produzent von H&R Horizont TV GmbH Holger Hoffmann sowie der Veranstalter und Geschäftsführer der Köln Comedy Festival GmbH Achim Rohde an. Den Vorsitz hat Thomas Hermanns.

## Preisträger und Nominierte
Während die Nominierungen am 1. September 2011 bekanntgegeben wurden, wurden am 18. Oktober 2011 im Rahmen der Verleihung die Preisträger veröffentlicht.

### Beste Comedyshow
heute-show (ZDF)
Kaya Yanar & Paul Panzer – Stars bei der Arbeit (RTL)
Die Bülent Ceylan Show (RTL)

### Beste Late Night Show
Pelzig hält sich (ZDF)
TV total (ProSieben)
Inas Nacht (ARD)

### Beste Comedyserie
Danni Lowinski (Sat.1)
Pastewka (Sat.1)
Doctor’s Diary (RTL)

### Beste Sketchcomedy
Ladykracher (Sat.1)
Switch Reloaded (ProSieben)
4 Singles (RTL)

### Bestes Comedyevent
Hapes zauberhafte Weihnachten (RTL)
Fröhlicher Frühling mit Wolfgang & Anneliese (Sat.1)
Der Comedy-Olymp (RTL)

### Bestes TV-Soloprogramm
Atze Schröder live! Revolution (RTL)
Cindy aus Marzahn live! Nicht jeder Prinz kommt uff’m Pferd (RTL)
Sascha Grammel live! Hetz mich nicht! (RTL)

### Beste TV-Komödie
Neue Vahr Süd (ARD)
Nina Undercover – Agentin mit Kids (RTL)
Undercover Love (RTL)

### Bester Komiker
Bülent Ceylan
Atze Schröder
René Marik

### Beste Komikerin
Cindy aus Marzahn
Carolin Kebekus
Mirja Boes

### Bester Schauspieler
Bastian Pastewka
Matthias Matschke
Max Giermann

### Beste Schauspielerin
Martina Hill
Annette Frier
Anke Engelke

## Weitere Preisträger
Die folgenden Preise sind vom Veranstalter, der Köln Comedy Festival GmbH, gesetzte Preise und wurden ohne vorherige Nominierung am 18. Oktober 2011 vergeben.

### Bester Newcomer
Sascha Grammel

### Erfolgreichste Kinokomödie
Kokowääh

### Erfolgreichster Live-Act
Mario Barth

### Ehrenpreis
Hella von Sinnen